# 六瀬村
六瀬村（むつせむら）は、兵庫県川辺郡にあった村。現在の猪名川町の北半にあたる。

## 地理
- 山岳 ： 山王山、一本松山、三蔵山、愛宕山、追谷山、昼ヶ岳、大野山
- 河川 ： 猪名川、槻並川

## 歴史
- 1889年（明治22年）4月1日 - 町村制の施行により、木間生村・栃原村・木津村・槻並村・万善村・林田村・笹尾村・清水村・清水東村・仁頂寺村・鎌倉村・島村・杉生村・西畑村・柏原村の区域をもって発足。
- 1955年（昭和30年）4月10日 - 中谷村と合併して猪名川町が発足[1]。同日六瀬村廃止。